# التهاب الأقنية الصفراوية الأولي
تشمع المرارة الأولي (بالإنجليزية: Primary biliary cirrhosis).تعرف أختصاراً (PBC) هو حالة مرضية تنتج عن ضرر في مسالك المرارة الموجودة الكبد، إلى درجة لا يستطيع فيها الكبد إفراز سائل المرارة وارساله إلى الجهاز الهضمي. مما يسبب في تراكم للمواد السامة في الجسم بشكل عام، وفي الكبد بشكل خاص، ومن الممكن ان يؤدي لتندب الكبد أو حتى تشمعه وتصبح صعبة العلاج.

## السبب
حتى الآن لا يعرف السبب الرئيسي في تشمع المرارة الأولي حيث ما زال موضوع نقاش بين الكثير من المختصين. ولكن بعض الباحثين يقولون بأن السبب ناتج عن عملية يقوم خلالها جهاز المناعة بمهاجمة خلايا الجسم السليمة (Autoimmune) عن طريق الخطا، الا ان لهذا المرض أيضًا مؤثرات وراثية وبيئية.

## الأعراض
تختلف الاعراض من حالة إلى أخرى حيث تكون في بداية المرض مميزة ب:
-التعب والضعف العام.
-حكة وخاصة في منطقة القدمين والرجلين والظهر.
-جفاف في العينين.
أما عند اشتداد الحالة تتميز الأعراض ب:
-اليرقان (الإصفرار).
- اورام دهنية – كوليسترولية.
-وذمة(انتفاخ في القدمين).
-ظهور الدوالي.
-تشمع الكبد.
-تخللخل العظام(هشاشة العظام).
-ازدياد احتمالات الإصابة بسرطان الكبد.
-كما لدى المصابين بتشمع المرارة، يظهر ازدياد بالإصابة بامراض أخرى مثل تصلب الجلد من نوع CREST، التهاب المفاصل الروماتيزمي، متلازمة رينو (Raynaud) واضطرابات بالغدة الدرقية. بالإضافة إلى اضطرابات ذهنية، وخصوصا انخفاض القدرة على التركيز وتراجع الذاكرة.

## الوباء
.

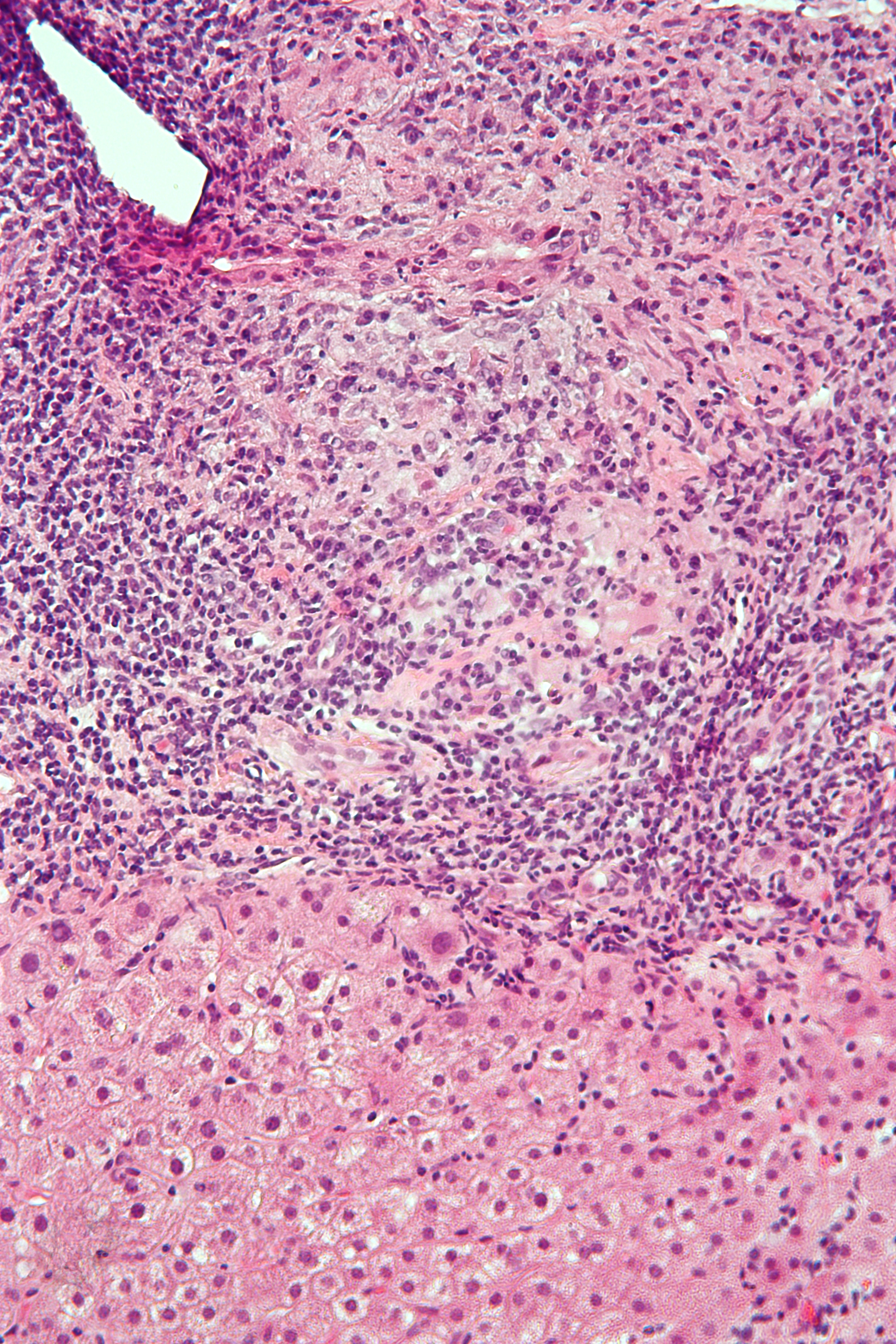
صورة مجهرية من خزعة من الكبد تظهر التهاب القناة الصفراوية وأورام حبيبية حول القنيات. H & E

من الناحية «الوبائية»، يظهر المرض في 90% من الحالات لدى النساء. غالبية هؤلاء النساء هن بجيل 35 – 60 عاما.

## التشخيص
على الأغلب يكون تشخيص الإصابة بالمرض حتى قبل ظهور الاعراض، وذلك نظرا لان فحص دم عادي يكشف عن ارتفاع مستوى انزيمات كبدية معينة في الدم. بعد ذلك يتم إجراء فحوص الامواج فوق الصوتية (الاولتراساوند) للكبد من اجل التاكد من عدم وجود اسباب أخرى لارتفاع انزيمات الكبد. كذلك، يتسم هذا المرض بظهور مضادات ذاتية من نوع Anti - mitochondrial antibodies. اما التشخيص النهائي، فعادة ما يتم من خلال أخذ عينة من انسجة الكبد.
بالنسبة لاقارب المصاب بتشمع المرارة من الدرجة الأولى، يتم إجراء فحص المضادات الذاتية في مراحل مبكرة، وقبل ظهور ارتفاع مستويات انزيمات الكبد. بهذا الشكل، من الممكن فحص احتمالات ان يصاب هؤلاء بالمرض وحتى علاجهم بمرحلة مبكرة إذا اقتضى الامر.

## العلاج
لا يوجد حالياً علاج شاف لحالة مرض تشمع المرارة الاولي ولكن يتم علاج الأعراض التي تصاحب الحالة نظرا لعدم وجود أي دواء قادر على شفاء هذا المرض، فان علاج تشمع المرارة الاولي يتمحور حول تاخير تفاقمه قدر الإمكان، إضافة للتخفيف من اعراضه ومنع مضاعفاته.وهنالك الكثير من الادوية التي تعمل على تخفيض مستويات الكوليسترول، منها «كوليستريمين» (cholestyramine)، و«كوليستيفول» (Colestipol)، والـ«ريفامبين» (Rifampin). كذلك، فان استخدام ادوية من العائلة «الافيونية» من الممكن ان يساعد بعض المرضى على مواجهة الحكة الشديدة، كما ان الفترة الاخيرة تشهد تجارب سريرية متقدمة على بعض أنواع الادوية التي تمنع الشعور بالتعب والضعف.
كذلك، هناك علاجات خاصة وظيفتها منع المضاعفات الناتجة عن ارتفاع ضغط الدم في وريد الباب الكبدي، تخلخل العظام، ونقص الفيتامينات الذائبة بالدهون.
حمض الارسوديول (Ursodeoxycholic acid) - هذا الدواء يساعد على تفريغ سائل المرارة من الكبد، وثبت انه يطيل العمر. يستخدم علاجًا في المراحل الأولى من الإصابة بالمرض، غير انه لا يبقى فعالا في المراحل المتقدمة. من اعراض استخدام هذا الدواء الجانبية: ازدياد الوزن، فقدان الشعر والاسهال.
اليوم، هنالك الكثير من الادوية التي تتم تجربتها مخبريا وسريريا (Clinical trials)، والتي من الممكن ان تكون علاجات مستقبلية. عندما يتفاقم المرض ويخرج عن السيطرة، تصبح هنالك حاجة لزرع كبد. صحيح ان زرع كبد جديد يخلق تحسنا ويطيل العمر، الا ان هذا لا يمنع امكانية ان يعاود تشمع المرارة اصابة الكبد الجديد المزروع.

## وصلات إضافية
- Primary Biliary Cirrhosis page from the National Digestive Diseases Information Clearinghouse
- Primary Biliary Cirrhosis page from the American Liver Foundation
- PBCers.org — patients' organisation
- PBC-Society.ca — Canadian PBC patient and research support
- PBC Foundation UK
- UK PBC - UK PBC research